# Іноземне військове вторгнення на півночі Росії
Інозе́мне військо́ве вто́ргнення на пі́вночі Росії́ (відома також як Півні́чна «росі́йська» кампа́нія) — частина іноземного вторгнення в Росію після Жовтневого перевороту. Нападники виступили союзниками Білої армії. Північна кампанія інтервентів почалася в 1918 році, в останні місяці Першої світової війни, і закінчилася з повною евакуацією військ інтервентів у вересні 1919 року. Білі війська, які відмовилися втікати разом з нападниками, продовжували боротьбу на півночі до початку 1920 року. У порівнянні з іншими фронтами Громадянської війни в Росії, Північний фронт мав відносно невелике значення через малу кількість військ в ньому (бл. 10 тис. проти 100—200 тис. На Південному і Східному фронтах). Союзне командування поводилося пасивно, лише утримуючи спочатку зайняті райони, не маючи наміру вступати в боротьбу з Червоною армією і лише «обороняючись» від неї. Присутність іноземців використали більшовики в пропагандистських цілях: існує думка, що сама присутність на російській території іноземних військ принесла Білій армії більше шкоди, оскільки лише дискредитувало антирадянський уряд серед народу і давало більшовицьким агітаторам можливість представляти білих як «ставлеників світової буржуазії», які торгують національними інтересами та природними багатствами, а власну боротьбу — «патріотичною та справедливою».

## Причини кампанії

Архангельська губернія, основне місце дії інтервенції на Півночі

У березні 1917 року в ході Першої світової війни відбулися деякі зміни. Після зречення Миколи II та формування Тимчасового уряду президент США оголосив війну Німецької імперії (а пізніше й Австро-Угорщині). Також США почали надавати економічну і технічну підтримку Тимчасовому уряду Росії. Починаючи з літа, військове спорядження, яке союзники продовжували доставляти через Архангельськ і Мурманськ, почало накопичуватися на складах цих портів.
У жовтні 1917 року владу в Росії захопили більшовики, які на початку березня 1918 року підписали сепаратний мирний договір з Німеччиною. Це дозволило Німеччині перекинути частину сил на Західний фронт. У квітні 1918 року Німеччина висадила десант в Фінляндії, і з'явилася загроза, що німці захоплять залізничну лінію Санкт-Петербург — Мурманськ і стратегічно важливі порти Мурманськ і Архангельськ.
За цих обставин британський й французький уряди вирішили провести вторгнення на півночі Росії. За допомогою нападу планувалося досягти наступних цілей:
1. не дати більшовикам або німцям захопити спорядження Антанти в Архангельську;
2. підтримати Чехословацький корпус, який був розосереджений уздовж Транссибірської магістралі;

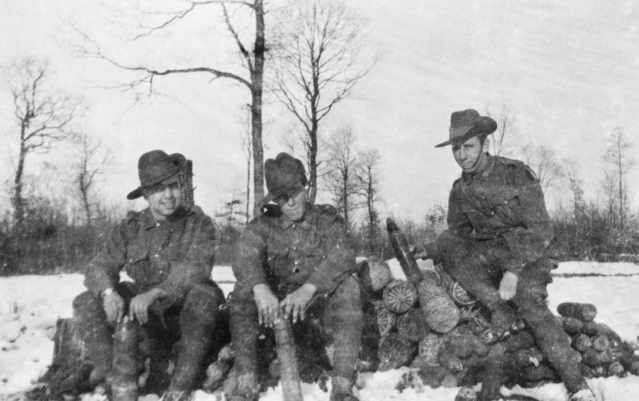
Австралійські добровольці на Російській Півночі.

Не маючи можливості надіслати велику армію, Велика Британія і Франція попросили про допомогу президента США Вудро Вільсона. У липні 1918 року Вільсон дав згоду на участь в інтервенції обмеженого контингенту США. Американські солдати входили до складу Американського експедиційного корпусу в Північній Росії (англ. American North Russia Expeditionary Force), відомого також як «Експедиція полярних ведмедів» (англ. Polar Bear Expedition).

## Міжнародний контингент

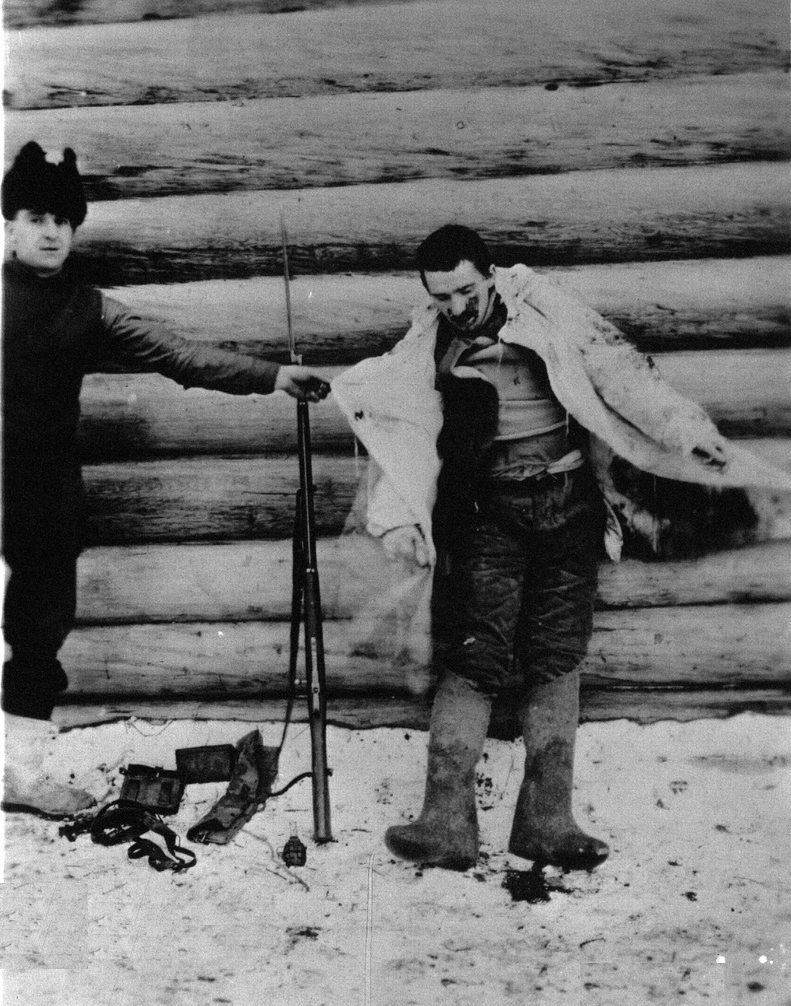
Більшовик, якого застрелив американський вартовий на заставі № 1 о 3 годині ночі 8 січня 1919 року, коли загін червоних з семи осіб намагався захопити заставу. Село Усть-Паденьга,, Архангельська губернія, 8 січня 1919 року.

Всі сили інтервентів на півночі знаходилися під британським командуванням, очолюваним спочатку генералом Пулем, а потім генералом Айронсайдом.
Британський 6-й батальйон морської піхоти був зібраний з різних частин Британської морської піхоти: роти артилерії та трьох рот, що розташувалися в портах біля військових складів. Далеко не всі з офіцерів мали досвід сухопутної війни. Їхня головна мета полягала лише в тому, щоб зупинитися у Фленсбурзі та проконтролювали хід референдуму про належність Шлезвіг-Гольштейну. Багатьом морякам було менше ніж 19 років. Інші були лише недавно звільнені з німецького полону. Однак, через порушення британських законів, Шостий батальйон був відправлений до Мурманська для надання допомоги британським військам, які вже там перебували.
Увесь контингент включав:
- Британську флотилію з двадцяти кораблів, включаючи два авіаносці;
- Близько 5000 солдатів армії США[8];
- 14 батальйонів країн Британської співдружності (Канадська бригада та австралійська піхота);
- 2000 французів (колоністи й інженери);
- 1000 британсько-сербських і польських стрільців, які повинні були надати допомогу військам адмірала Колчака і з'єднатися з союзниками в Сибіру (Чехословацький легіон біля Котласу);
- Британська авіація, в тому числі літаки Fairey Campania, гідролітаки Sopwith Baby та один винищувач Sopwith Camel.[9]

Міжнародному контингенту протистояли 6-та армія (до 11.09.1918 — війська Північно-Східного ділянки загонів завіси) і частина сил 7-ї армії (на Карельському перешийку і в Міжозерному районі), у вересні 1918 — лютому 1919 входили до складу Північного фронту.

## Північний фронт
Ключовими пунктами на півночі Росії були порт Мурманськ, що не замерзає, заснований лише на два роки раніше, і велике портове місто Архангельськ, в якому, за відомостями Антанти, зберігалася основна частина поставленого озброєння. Надалі передбачалося завербувати достатню кількість антибільшовицьких сил, щоб розвинути наступ на південь і з'єднатися там з чехословацьким легіоном.

### Мурманськ

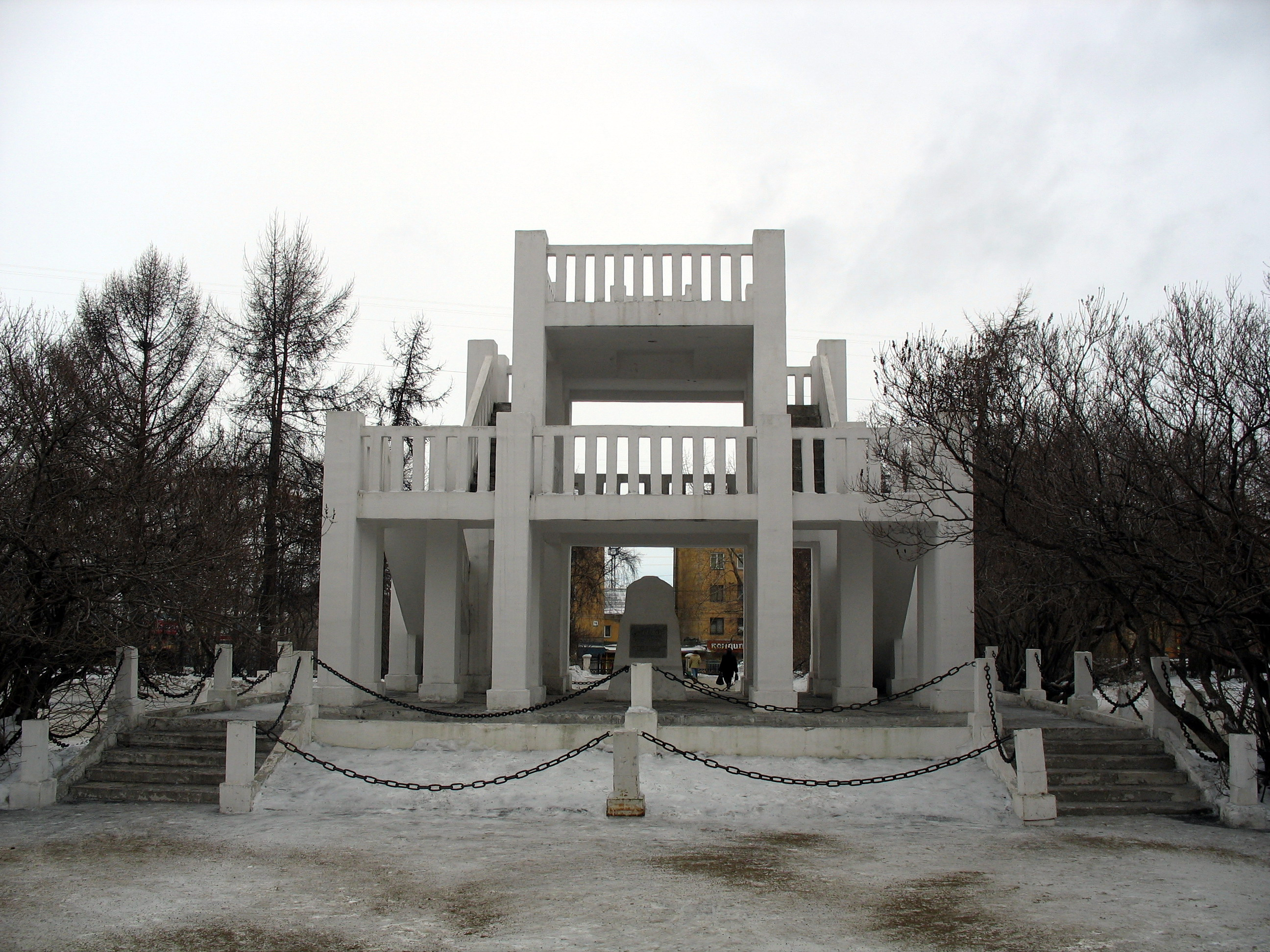

Інтервенція почалася як союз між більшовиками (місцевою Радою) і країнами Антанти для захисту від білофінів і німецьких військ. 1 березня 1918 року Мурманська рада (виконавець обов'язків голови — Олексій Юр'єв) інформувала Раду народних комісарів про отримані пропозиції британського контрадмірала Томаса Кемпа (англ. Thomas Webster Kemp). Пропозиція зводилася до захисту Мурманської залізниці силами британських військ від німецьких військ і (або) білофінів. Лев Троцький, який був народним комісаром у закордонних справах без рішення ЦК відповів, що таку пропозицію слід прийняти.
Юр'єв уклав 2 березня 1918 року «словесну угоду» (дослівно запротокольоване) такого змісту: «1. Вища влада в межах Мурманського району належить Мурманській Раді депутатів. 2. Вище командування всіма збройними силами району належить раддепу Мурманської військової ради з 3 осіб — одного за призначенням Радянської влади та по одному від британців і французів. 3. Англійці та французи не втручаються у внутрішнє управління районом: про всі рішення раддепу, що мають загальне значення, вони довідуються раддепом в тих формах, які за обставинами справи будуть визнані потрібними. § 4. Союзники беруть на себе турботу про постачання краю необхідним продвольством» (Документи зовнішньої політики СРСР. Т. 1. М., 1957, с. 221).
6 березня 1918 в Мурманську два загони британських морських піхотинців (176 осіб) з двома гарматами висадилися з британського лінійного корабля «Глорі» У перший же день інтервенції в'язниці переповнюються. Заарештовані піддаються тортурам і знущанням та розстрілюються польовими судами. В результаті інтервенти та білогвардійці будують спеціальні каторжні табори спочатку в Мудьюг, а потім в Йоканьгу. На наступний день на Мурманському рейді з'явився британський крейсер «Кокрейн» 18 березня — французький крейсер «Адмірал Про», а 27 травня — американський крейсер «Олімпія». 15-16 березня 1918 року в Лондоні відбулася військова конференція Антанти, на якій обговорювалося питання про інтервенцію. За умов німецького наступу на західному фронті було вирішено не відправляти в Росію великих сил. У червні в Мурманську висадилося ще 1,5 тисячі британських і 100 американських солдатів.
Мурманський порт і Мурманська залізниця були побудовані в 1916 для постачання Росії військовим спорядженням і матеріалами з країн Антанти, тобто з Британії та Франції. До моменту виходу Росії з війни з Німеччиною в портах Мурманська та Архангельська скупчилися мільйони тонн військових вантажів, і Антанта була стурбована можливістю їх захоплення німцями за допомогою фінів. В цей час у Фінляндії, яка стала незалежною, йшла громадянська війна між білими та червоними фінами, і для допомоги білим фінам там висаджувалися німецькі війська.
Білі фіни стали першою перевіркою британського десанту. В середині березня 1918 до Мурманської залізниці вийшов загін червоних фінів, витіснений білими фінами з Фінляндії. Командир червонофінського загону попросив допомоги мурманських більшовиків, а Мурманська Рада звернулася за допомогою до десанту Антанти. Тоді й був «обладнаний бліндажований поїзд», згаданий в БСЕ. Він мав кілька платформ з брустверами з мішків з піском, озброєних чотирма трифунтовими (47 мм) гарматами, знятими з британського корабля «Кокрейн». Розрахунки гармат склали французькі артилеристи (вони аж ніяк не були висаджені разом з десантом, а, навпаки, поверталися до Франції, завершивши місію радників в Румунії, що вийшла з війни з Німеччиною та Австро-Угорщиною), на платформах «бронепоїзда» розмістилася також рота британських морських піхотинців. Склад проїхав до Кандалакші, але не зустрів білих фінів, які пішли назад до Фінляндії.
Після цього рейду проти білих фінів десант Антанти ніяких дій не робив, виконуючи основну задачу — охорону військових вантажів в Мурманськом порту. А 2 травня 1918 «Кокрейн» отримав наказ взяти на борт 40 британських морських піхотинців, 20 червоногвардійців, 20 червоних матросів і попрямувати в Печенгу. Річ у тім, що Мурманська Рада отримала інформацію про можливе використання Печензької затоки як бази для підводних човнів Німеччини. 3 травня 1918 року в Печензі висадилися червоногвардійці, червоні матроси та британські морські піхотинці. Вони вступили в бої проти білих фінів. Фіни чинили впертий опір, змусивши британців 6 травня надіслати підкріплення — 35 морських піхотинців з 5 кулеметами та однієї 12-фунтовою (76 мм) гарматою. 12 травня 150 білих фінів спробували взяти Печенгу штурмом, але були відбиті та покинули цей район.
З кінця березня в Карелію також вдерлися загони фінів чисельністю близько 2,5 тис. осіб, основними цілями яких були міста Кем та Кандалакша. Місцеве населення активно підтримувало їх. Червоноармійці в Карелії мали лише невеликі загони в 10-15 осіб на станціях залізниці та близько 150 осіб на станції Кем. Дати серйозний опір білофінам вони не могли, але при відступі їм вдавалося спалювати мости та заважати просуванню сухопутних сил противника. В цілому бойові дії мали партизанський характер. У травні РНК направла для охорони Мурманської залізниці загони санкт-петербурзьких робітників. Надзвичайним комісаром Біломорсько-Мурманського краю призначили С. П. Нацаренуса. Вжиті за його ініціативою переговори з представниками Антанти та Фінляндії про врегулювання спірних питань закінчилися без результатів. Більш того, 2 липня 1918 року війська Антанти під командуванням генералів Куля і Мейнарда перейшли в наступ. Кемська повітова Рада була розігнана, а її керівники розстріляні. Червоногвардійські загони залізничної охорони відійшли під командуванням В. П. Солуніна за річку Онда. Протягом місяця були зайняті Соловецькі острови, висаджений десант в Бєломорську та Онезі. У серпні влада на місцях перейшла до органів Верховного управління Північної області. Особливим комісаром з управління Олександрівським і Кемськогоповітами у вересні був призначений В. В. Єрмолов.

### Архангельськ

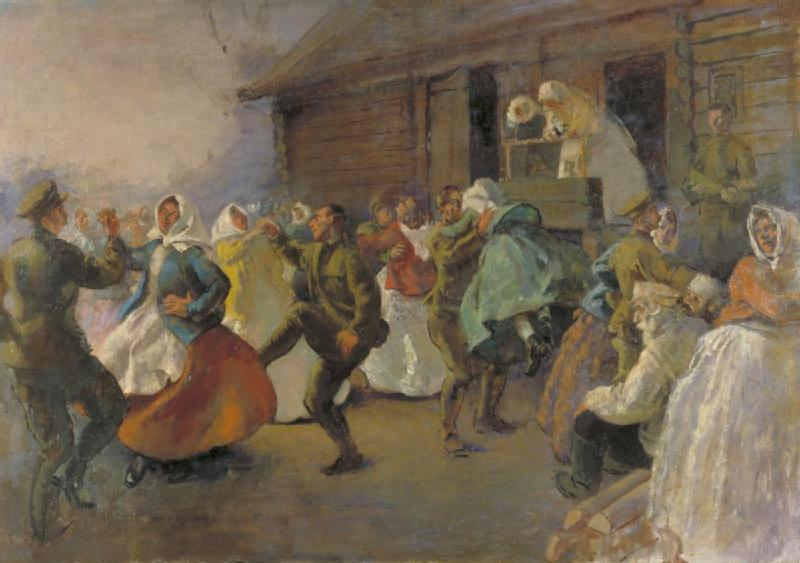
Генрі Тонкс. Російські солдати Північної армії танцюють з селянськими жінками, 1919 рік.

2 серпня 1918 року за допомогою ескадри з 17 військових кораблів відбулася висадка 9-тисячному загону Антанти в Архангельську, де до того моменту радянська влада вже була повалена в ході перевороту, організованого капітаном першого рангу — Георгієм Чапліним. Однак військових припасів війська Антанти там не знайшли, велика їх частина була завчасно вивезена вгору по Північній Двіні. Поки сили РСЧА були дезорганізовані та не мали спорядження на півночі, американські й британські війська почали поступове просування вглиб Архангельської губернії. Однак, транспортні можливості на півночі Росії були вкрай обмежені, фактично наступ міг йти тільки по великих річках, в першу чергу по Північній Двіні та по тісній дорозі на Вологду. У підсумку зони контролю виявилися виключно витягнутими, захищати фланги ставало все складніше.

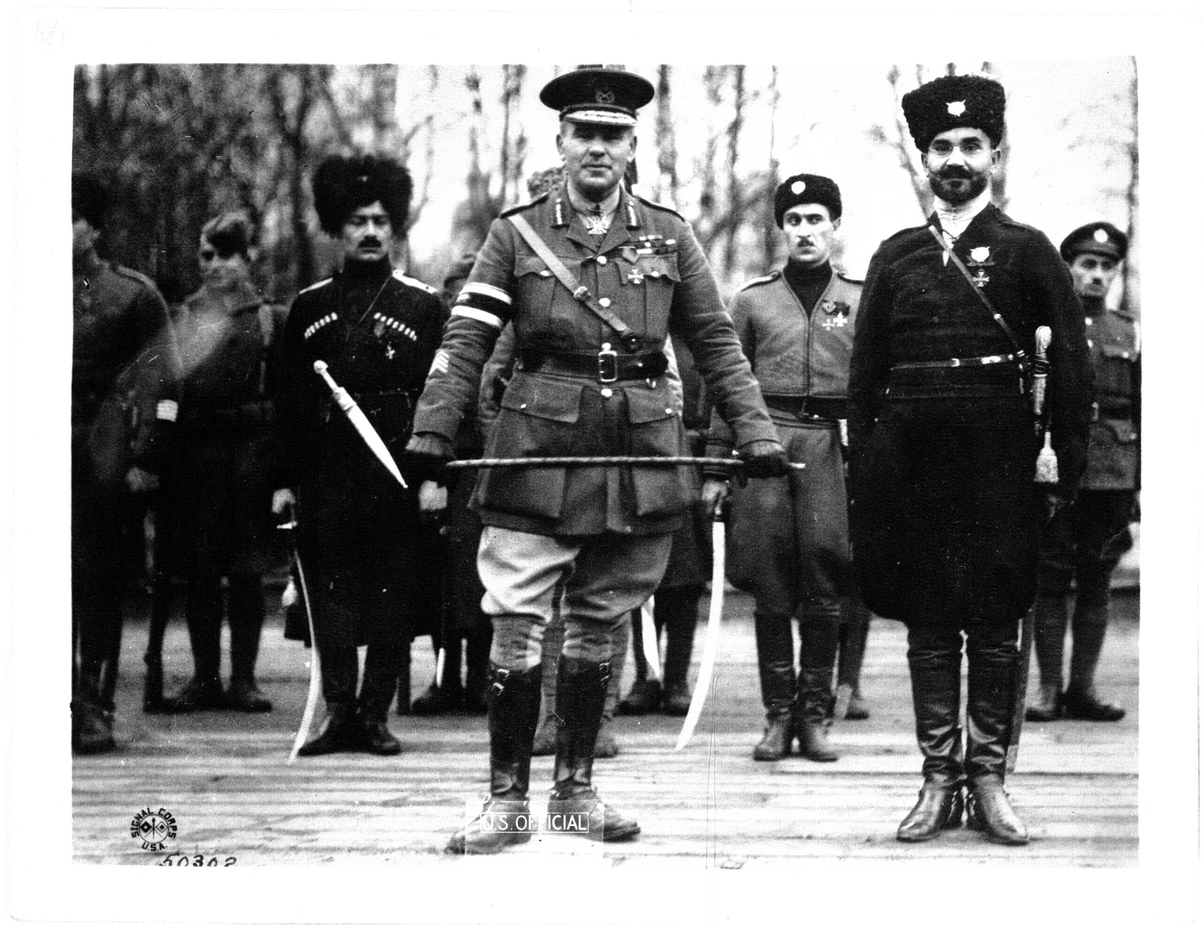
Британський воєначальник в Архангельську.

Після евакуації червоних з Архангельська владу в місті взяли військові на чолі з ротмістром А. А. Берсі — командиром Біломорського кінно-гірського полку (зібраному з частин колишньої «тубільної дивізії»), яке незабаром передало свої повноваження Верховному управлінню Північної області — уряду на чолі з Н. В. Чайковським, в якому міцні позиції займали соціалісти. Почала формуватися Північна армія під командуванням каперанга Г. Є. Чапліна.
Під час Північної кампанії вперше були застосовані одночасно авіаційне бомбардування та бомбардування із суден. Така тактика була використана союзниками біля острова Мудьюг недалеко від Архангельська. Тим часом війська Червоної армії виявилися більш організованими ніж передбачалося. Наприклад, коли 28 серпня 1919 британський шостий батальйон військово-морського флоту отримав наказ вибити більшовиків із селища Койкари, вони зазнали втрат в 3 людини вбитими та 18 пораненими (включаючи командира батальйону) через недбало сплановану атаку. Через тиждень чергова атака зазнала поразки. Російський провідник завів загін у вкрай незручне для оборони місце, де на них напали загони червоноармійців, в результаті загинуло два ротних і батальйонний офіцер. Дізнавшись про те, що на наступний день знову призначена атака на село, одна рота відмовилася підкорятися наказам і відступила в радянське поселення. В результаті 93 людини потрапили під військовий трибунал, з них 13 були засуджені до смерті, інші до значних термінів важких робіт. У 1919 році уряд під тиском деяких парламентаріїв скасував смертні вироки та знизило терміни покарання.

## Просування по Північній Двіні, Вазі, Пінезі, залізниці

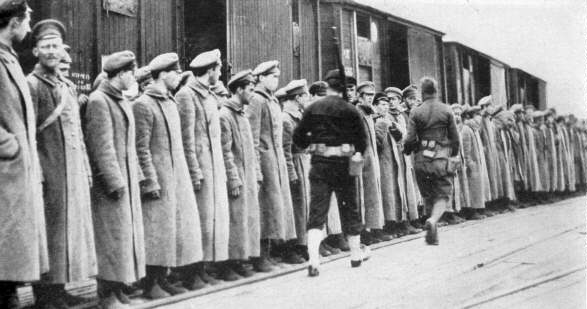
Полонені червоноармійці під наглядом американських військових, Архангельськ.

Після взяття Архангельська була сформована флотилія для дій на судноплавних річках Північна Двіна і Вага, що складається з 11 моніторів, а також захоплених в місті тральщиків і канонерок. Наступаючи уздовж Північної Двіни, генерал Пуль сподівався до 20 серпня захопити Котлас, а потім вдарити на Вятку (нині Кіров). Флотилія була основною силою інтервентів, неодноразово допомагаючи наземним військам вогнем своїх гармат і окремими десантами в тилу позицій червоноармійців. Крім того, війська інтервентів мали значну перевагу в озброєнні та артилерії; кулемети Льюїса були дуже ефективними проти червоноармійців, озброєних в основному гвинтівками Мосіна. Однак ці переваги так і не змогли подолати оборону Червоної армії, що зміцнювалася. За короткі терміни був сформований річковий флот червоних, що не мав великих суден, успішно протидіяв інтервентам, поступово виводячи з ладу один корабель за іншим. У підсумку до осені 1918 року наступ зупинився, просунувшись максимально до міста Шенкурськ на річці Вага і до гирла Нижньої Тойми на Північній Двіні та почали готуватися до прийдешньої зими.
На Вазі інтервентам і білогвардійцям вдалося захопити Шенкурськ.
Після того, як 31 липня загін інтервентів під командуванням полковника Кадберта Джона Месі Торнхіла захопив Онегу, інтервенти рушили по залізниці на станцію Обозерська, але змушені були відступити. В результаті, уздовж залізниці «Архангельськ — Вологда» їм вдалося дійти та захопити лише станцію Обозерська у Холмогорському повіті.
Інтервенти не надавали особливого значення справам на Пінезі. У жовтні 1918 року червоні, що прийшли з верховин Пінеги, вступили в Карпогори вперше, але були розбиті на Мар'їній Горі та відступили до Верколи. Другий раз на Карпову Гору червоні пішли у 20-х числах листопада 1918 року. 25 листопада червоні після розгрому на Мар'їній Горі пішли з Карпогори у Верколу. Червоні повернули Карпогори 5 грудня 1918 року. Інтервенти та білі відступили до Труфанової Гори. Карпогори майже рік були під радянською владою. 7-8 листопада відбувся Пінезький надзвичайний З'їзд Рад. Наприкінці березня 1919 року Айронсайд зробив великий наступ на Пінезькому фронті від села Остров до Карпогори, але біля села Земцово загін британців і білих на чолі з полковником Бортоном був зупинений і відступив. У листопаді 1919 року почався відступ 2-ї бригади з Карпогор, дезертирство місцевих червоноармійців, саботаж сіл, бій з бунтівниками у Верколі, спроба білих з Вашки ввійти в тил, відступ до Шиднеми та Верхньої Тойми. Розвал червоного фронту на Пінезі обернувся захопленням майже всієї території нинішньої республіки Комі білим загоном капітана Н. П. Орлова Яренського. Червоні повернулися в Карпогори після падіння інших фронтів Північної області в лютому 1920 року.

## Зима 1918— літо 1919
Несподівано для інтервентів з початком морозів почався велика контратака більшовиків. За кілька тижнів війська союзників були відкинуті вниз по річці Вазі та Північній Двіні. 11 листопада 1918 року, в день закінчення Першої світової війни, наступ завершився кривавою битвою за село Тулгас.
Із закінченням Першої світової війни гостро постало питання про необхідність військової присутності в Росії. Завдання відкриття східного фронту були вже не актуальні, а воювати та гинути за «білий рух» були готові далеко не всі. Моральний дух у військах інтервентів впав, протягом зими непоодинокими були випадки дезертирства й диверсій. Збільшувалася кількість в'язниць і таборів, все частіше військові трибунали засуджували своїх же земляків до смерті. Не виправдалися надії на вербування серед місцевого населення: воювати воно йшло неохоче і в будь-який момент був готовий перейти на бік більшовиків.
У січні 1919 року в результаті Шенкурської операції інтервенти та білогвардійці були відкинуті червоними на 90 км на північ.
Проте, до весни 1919 року війська інтервентів зробили чергову велику атаку на південь і південний схід, бажаючи з'єднатися з арміями Юденича і Колчака, також почали наступ. Використовуючи нові підкріплення від білофінів, інтервенти змогли значно просунутися в бік Петрозаводська, захопивши Кяпесельгу, Ліжму і, до початку серпня — Ківач. Але на цьому успіхи інтервентів закінчилися, успішна контратака за підтримки Онезької флотилії відкинула інтервентів назад. На Котлаському напрямку особливих успіхів досягти не вдалося, попри підкріплення з моніторів, відмінних на той час кораблів і активне використання авіації.

## Закінчення іноземної військової інтервенції на півночі Росії
Через наростальне невдоволення у своїх військах, поразок на фронті та хвилювань серед робітників в країнах-інтервентах (масові страйки у Великій Британії проходили під гаслами «Руки геть від Росії!»), війська Антанти прийняли рішення про термінову евакуацію. У поспіху протягом вересня британські війська знімалися з передових позицій і вже до 27 вересня останній британський корабель покинув Архангельськ. Отримавши відомості про підготовлюваний відступ, частини Червоної армії перейшли в атаку 4 вересня 1919 року. За підтримки артилерії річкового флоту оборона була прорвана, організований відступ перетворювався на втеча. Інтервенти кидали важку техніку, 17 вересня британці були змушені підірвати два своїх монітори.
Однак успішне мінування Північної Двіни новим типом морських мін та опір Північної армії генерала Міллера затримали червоні частини та не дозволили розгромити інтервентів, що відступили. До початку зими Червона Армія змушена була припинити наступ через льодостав.
Але вже на початку лютого 1920 року наступальні дії поновилися, до армійських частин приєдналися моряки, що сформували бронепоїзд «Червоний моряк». Війська Російської армії не витримували натиску, оскільки в тилу, в самому Архангельську, спалахнуло повстання. Повсталі, за підтримки звільнених з в'язниць політичних в'язнів, не дали білим відвести частину залишалися в Архангельську кораблів, включаючи лінкор «Чесма», 2 міноносці, підводний човен «Св. Георгій», 2 посильних судна, 6 тральщиків і криголам «Святогор». 19 лютого 1920 генерал Міллер відбув з Росії на криголамі «Мінін», 20 лютого червоні війська зайняли Архангельськ.
Дізнавшись про взяття Архангельська, зі збройним повстанням виступила також підпільна група в Мурманську. 21 лютого місто перейшло до рук більшовиків. Таким чином, білогвардійські частини, що залишилися, були відрізані від ліній постачання і від можливості морської евакуації. 23 лютого частини Червоної Армії з-під Петрозаводська перейшли в стрімкий наступ уздовж залізниці Мурманська, 25 лютого радянські частини звільнили Ведмежу Гору. 2 березня було зайнята станція Сорока, а 9 березня — Кандалакша. 13 березня дивізія вступила в Мурманськ. На цьому організований опір на півночі закінчився.

### Мемуари
- Черчилль В. Світова криза [Архівовано 21 серпня 2020 у Wayback Machine.] = The World Crisis 1918—1925. — 1-е. — Москва: Держвоєнвидав, 1932. — 328 p. — 5000 екз.